# IC 1083
IC 1083 ist eine Spiralgalaxie vom Hubble-Typ Sbc im Sternbild Kleiner Bär am Nordsternhimmel. Sie ist rund 402 Millionen Lichtjahre von der Milchstraße entfernt.
Das Objekt wurde am 2. August 1888 von Lewis Swift entdeckt.